# Crisis legislativa de Ecuador de 2007
La crisis legislativa de Ecuador de 2007 tuvo lugar cuando el Tribunal Supremo Electoral destituyó a 57 de los 100 diputados del Congreso ecuatoriano. El hecho ocurrió como antesala al referéndum aprobatorio que dio paso a la instalación de la Asamblea Constituyente de 2007.

## Antecedentes
Una vez iniciado el periodo legislativo 2007-2011, durante los primeros días de enero de 2007, los partidos Social Cristiano (PSC), Sociedad Patriótica (PSP), Renovador Institucional Acción Nacional (PRIAN) y Unión Demócrata Cristiana (UDC) formaron un bloque de mayoría con la intención de bloquear el pedido del presidente Rafael Correa de convocar a una Asamblea Constituyente. Para esto buscaron el apoyo de la Izquierda Democrática (ID) y del Partido Roldosista Ecuatoriano (PRE) intentando alcanzar las tres cuartas partes necesarias para levantar el candado constitucional y realizar reformas a la Constitución por medio del propio Congreso. El presidente Rafael Correa rechazó este intento y aseveró que el pueblo ecuatoriano apoyaba la instalación de una Asamblea.
El 11 de enero se anunció que el PSP abandonaría a los otros tres partidos de mayoría y apoyaría el pedido del presidente para la instalación de la Asamblea. El acuerdo fue concretado por el ministro de gobierno, Gustavo Larrea, e incluiría el nombramiento de los dirigentes de las 18 comisiones permanentes del Congreso. Sin embargo, tan sólo unos días después el PSP regresó a la mayoría conformada entre el PSC, el PRIAN y la UDC y juntos se repartieron el control de las 18 comisiones. Correa respondió tildando al expresidente Lucio Gutiérrez, líder de Sociedad Patriótica, como “traidor”, “lobo con piel de oveja” y “víbora”.
Una vez posesionado, el presidente Correa envió al Tribunal Supremo Electoral (TSE) el estatuto a aprobarse para que se realizara el llamado a consulta popular. El TSE remitió el estatuto al Congreso, donde fue rechazado por la mayoría formada por el PSP, PSC, PRIAN y UDC, que fue bautizada como "la empacadora", y que llevaba adelante sus propias reformas a la Constitución, por vía del Congreso. El presidente respondió aseverando que si el Tribunal Electoral no tomaba una decisión, formaría un Tribunal adhoc que tramitara la consulta.
El 28 de febrero el Tribunal Supremo Electoral recibió un nuevo estatuto por parte del presidente Correa, donde se dejaba la puerta abierta a la revocatoria del Congreso y del presidente. A pesar de que en primer momento se anunció que el nuevo estatuto sería remitido al Congreso, el TSE decidió aprobarlo y anunciar que la consulta popular se llevaría a cabo el 15 de abril del mismo año.
El 6 de marzo la mayoría del Congreso votó a favor de la destitución del presidente del Tribunal Supremo Electoral, la titularización de su suplente y el llamado a juicio político para los cuatro vocales que aprobaron la convocatoria a consulta popular. Esto a pesar de que según la Constitución vigente, la única forma de destituir a un vocal del TSE era a través de un juicio político. La medida fue promovida por Luis Tapia, jefe del bloque del PSP, y criticada por diputados de minoría, entre ellos Martha Roldós, quien aseguró que el hecho era inconstitucional.

## El hecho
Un día después, el 7 de marzo de 2007, el Tribunal Supremo Electoral aprobó con 4 votos afirmativos (de 7) la destitución de los 57 diputados que votaron a favor de la remoción del presidente del TSE y del pedido a juicio político a los 4 vocales. Mediante una cadena nacional, Jorge Acosta, presidente del Tribunal Supremo Electoral, anunció que por encontrarse en época de elecciones el TSE era la máxima autoridad y que entraba en sus facultades el destituir a cualquier funcionario público que intentara frenar la consulta popular.
Los diputados destituidos intentaron ingresar a las instalaciones del Congreso, pero fueron impedidos de hacerlo por miembros de la policía. El Congreso, por su parte, quedó paralizado por más de un mes debido a falta de quorum. El 10 de abril se realizó la primera sesión del mismo con la presencia de los diputados suplentes.
Para intentar recuperar sus cargos, los diputados destituidos presentaron un amparo constitucional ante un juez, pero fue rechazado, por lo que apelaron ante el Tribunal Constitucional. El mismo falló a favor de los diputados, ordenando que se restituyera el cargo a 50 de ellos. Sin embargo, la sesión se vio interrumpida por manifestantes en contra de los diputados destituidos que se tomaron las instalaciones del Tribunal Constitucional.
Un día después de la decisión, el 24 de abril de 2007, el Congreso destituyó a todos los vocales del Tribunal Constitucional, aseverando que debido a eso, la decisión del Tribunal de devolver los puestos a los diputados destituidos quedaba anulada.
En noviembre del mismo año, el Congreso en su totalidad fue cesado por la Asamblea Constituyente de 2007.

### Vocales del TSE que votaron a favor
- Jorge Acosta
- René Maugé
- Hernán Rivadeneria
- Alfredo Arévalo, alterno de Elsa Bucaram

## Listado de diputados destituidos
Del Partido Social Cristiano (PSC):
- Antonio Álvarez Moreno (vicepresidente del Congreso)
- Raúl Auquilla Ortega
- Martha Burneo Álvarez
- Pascual del Cioppo
- María Soledad Diab
- Dimitri Durán Mackliff
- Alfonso Harb Viteri
- Alfredo Serrano Valladares
- Luis Fernando Torres
- Nathalie Viteri

Del Partido Sociedad Patriótica 21 de Enero (PSP):
- Fernando Aguirre Cordero
- Fernando Alarcón Sáenz
- Nelly Macías
- Ricardo Vicente Borja Jones
- John Henry Carrascal Chiquito
- Fausto Cobo Montalvo
- Édison Chávez Vargas
- Édgar Espín Cárdenas
- Luis Fernández Cevallos
- Paco Fierro Oviedo
- José Iturralde Maya
- Juan López Fernando
- Teófilo  Moscol Contreras
- Luzmila Nicolalde Cordero
- Ximena Núñez Pazmiño
- Celio Germán Obaco Díaz
- Luis Alberto Pachala Poma
- Wilson Romo Carpio
- Gioconda Saltos Espinoza
- María Sánchez Cifuentes
- Luis Fernando Tapia
- Washington Vallejo Garay

Del Partido Renovador Institucional Acción Nacional (PRIAN):
- Alexis Eliseo Azuero Rodas
- Eduardo Bautista Quije
- Shirlley Borja Bonilla
- Freddy Bravo Bravo
- Julio César Carmigniani
- Leonel Olmedo Cedeño
- Lenín Alejandro Chica Arteaga
- Patricio Flores Manzano
- Ana Gloria Gallardo Zavala
- Marco Granizo Casco
- Orlando Ibarra Sarmiento
- Fernando Jalil Salmón
- Guadalupe Marcillo
- Marielisa Márquez Gutiérrez
- César Maya Montesdeoca
- Jorge Iván Mejía Orbe
- Eduardo Montaño Corte
- Luis Ulpiano Morales Solís
- Antonio León Noboa Ycaza
- José Federico Pérez Intriago
- Mauricio Ponce Cartwright
- Leopoldo Romero Coronel
- Gisela Saltos Fuentes
- Sylka Sánchez Campos

De la Unión Demócrata Cristiana (UDC):
- Carlos Larreátegui Nardi